# Bagni Király
I Bagni Király (in ungherese Király Fürdő) sono un bagno termale di Budapest costruito nella seconda metà del XVI secolo, durante il tempo dell'occupazione turca dell'Ungheria. Il nome Király (Re) deriva dal cognome della famiglia König, una volta proprietaria di essi.
Dal 1565 fino ad oggi ha mantenuto molti degli elementi chiave di un bagno turco, ad esempio la sua cupola e la piscina ottagonale. Si trova all'angolo tra Fő utca e Ganz utca.
La temperatura dell'acqua nelle piscine è di 26 °C, 32 °C, 36 °C e 40 °C.
I Bagni Király sono aperti ad entrambi i sessi contemporaneamente, per cui l'uso del costume è sempre obbligatorio.